# Antonio Miguel Méndez Pozo
Antonio Miguel Méndez Pozo (n. Jaca, Provincia de Huesca, septiembre de 1944), es un empresario de sector de la construcción y de medios de comunicación. Es propietario de un ‘holding’ de empresas compuesto por 62 sociedades, de las que 12 son de comunicación. Fue el primer constructor condenado por corrupción política en España, en 1994, en el caso de la construcción de Burgos.

## Labor empresarial
Su actividad empresarial arranca en el ámbito de la construcción. Alumno de la Primera Promoción de la Escuela Técnica de Aparejadores de Burgos, ciudad en la que actualmente reside, finalizó sus estudios en 1967 con excelentes calificaciones.
Presidente de la Cámara Oficial de Comercio e Industria de Burgos. Vicepresidente del Consejo Superior de Cámaras de Comercio, Industria y Navegación de España. Presidente de la Conferencia Internacional de Cámaras de Comercio, Industria y Navegación del Eje Ferroviario Transeuropeo Atlántico (CEFAT). Miembro del Consejo de la Formación Profesional de Castilla y León. Es presidente de la Fundación Atapuerca.
Méndez Pozo es uno de los más poderosos empresarios de la región, llegando a ser propietario del Grupo de Empresas Méndez & Ordóñez y fundador de diversas empresas inmobiliarias: Río Vena, S.A., Clunia, S.L., Allende Ebro, S.L., M.B.G. Burgos, S.L., Espolón, S.A. y Río Arlanzón, S.L., logrando la adjudicación de un sinfín de obras públicas, como el nuevo Hospital de Burgos o el Bulevar del Ferrocarril. Ha hecho negocio con la compra y venta de suelos, la construcción de colegios, pisos de protección oficial, residencias de ancianos, vendiendo casas, suministrando materiales, etc. Ha logrado hacerse con el proyecto del polémico bulevar paralizado durante el Conflicto de Gamonal de 2014, a través de la empresa MBG Ingeniería y Arquitectura SL. El nombre corresponde a las iniciales de sus tres hijos: Miguel, Blanca y Gregorio.

### Medios de comunicación
En el Campo de las Comunicaciones, su grupo de empresas, Promecal (Promotora de Medios de Castilla y León), y Promecam (Promotora de Medios de Castilla-La Mancha), desarrolla una importante labor de expansión en ambas Comunidades Autónomas. Editor de Diario de Burgos, Diario Palentino, El Día de Valladolid, Diario de Ávila y del grupo de periódicos Las Tribunas de Castilla-La Mancha (La Tribuna de Albacete, La Tribuna de Ciudad Real, La Tribuna de Cuenca) adquiridas gracias a la financiación de CCM (Caja de Castilla-La Mancha). Propietario del grupo Radio Televisión de Castilla y León (50 %) y accionista de  Sumando Comunicación. Presidente de la Agencia de Noticias ICAL, controla varias emisoras de Onda Cero en Castilla y León y varias empresas audiovisuales.
En mayo de 2017, el editor se incorporó a la vicepresidencia de la Asociación de Medios de Información que preside Javier Moll.

## Críticas
Como propietario del Diario De Burgos, Méndez Pozo habría utilizado sus páginas para apuntalar sus intereses empresariales, lanzar mensajes de dirigentes afines y su propia propaganda, además de marcar claramente sus criterios editoriales.
Es cercano al Partido Popular de Castilla y León y al PSOE en Castilla-La Mancha. El exalcalde José María Peña San Martín o el propio José María Aznar mantuvieron durante años la relación con el empresario. También cercano al expresidente regional José María Barreda, José Bono, y en los últimos tiempos a María Dolores de Cospedal, Méndez Pozo es un hombre práctico, que ha logrado mantener una buena relación con ambos partidos a pesar de su actividad empresarial y mediática.
En el marco del caso de la construcción, fue condenado a siete años y tres meses de cárcel por falsificación de documentos públicos y privados, aunque no llegó a cumplir íntegramente su pena. Ingresó en prisión en septiembre de 1994, para volver a las calles nueve meses después. También fue condenado a doce años de inhabilitación, que se convirtieron en cuatro. No pudo evitar la cárcel pero, en una campaña de recogida de firmas para evitar su ingreso en prisión, logró reunir más de 17 000 firmas, que se unieron a las publicaciones del Diario de Burgos a favor de su liberación.
Cuando fue condenado, se decretó la nulidad de varias licencias de obras que le fueron concedidas una década atrás (1984, 1988). Durante años ha mantenido relaciones profesionales o personales con el inhabilitado y posteriormente indultado exalcalde Peña, con José Luis Ulibarri, imputado por defraudar 595 000 dentro de la trama Gürtel.

El Jefe de Burgos se ha mantenido tres décadas al frente de un imperio que, no sólo supo mantener al salir de prisión, sino que además ha ido expandiendo, aunque también se haya metido en proyectos ruinosos. El aeropuerto sin aviones de Ciudad Real y el parque temático El Reino de Don Quijote son proyectos por los que apostó sin éxito, pero sobrevivió a los golpes, y ha seguido prosperando. Sus recursos económicos y los medios de comunicación bajo su control se lo permiten, y el Ayuntamiento y el Gobierno regional siguen adjudicándole obras públicas, a pesar de su expediente.

## Reconocimientos
- Premio Ciprés de Silos (2010)[10]